# Mesomexovis caxcan
Espèce
Mesomexovis caxcan est une espèce de scorpions de la famille des Vaejovidae.

## Répartition
Cette espèce est endémique du Mexique. Elle se rencontre dans les États du Jalisco et du Colima.

## Description
Le mâle holotype mesure 38 mm et la femelle paratype 46,1 mm, les mâles mesurent de 30,2 à 53,7 mm et les femelles de 43,5 à 51,2 mm.

## Systématique et taxinomie
Cette espèce a été décrite par Lira et Santibáñez López en 2025.

## Étymologie
Cette espèce est nommée en l'honneur des Caxcan.

## Publication originale
- Lira & Gonzalez-Santillan, 2025 : « The scorpions of the Estación de Biología Chamela, Jalisco, Mexico with the description of a new species of Mesomexovis (Scorpiones, Vaejovidae) and an identification key. » ZooKeys, vol. 1243, p. 241–267 (texte intégral).